# U Kostelíčka
U Kostelíčka är en kulle i Tjeckien.   Den ligger i regionen Vysočina, i den centrala delen av landet, 140 km sydost om huvudstaden Prag. Toppen på U Kostelíčka är 480 meter över havet.
Terrängen runt U Kostelíčka är platt.Runt U Kostelíčka är det ganska tätbefolkat, med 56 invånare per kvadratkilometer. Närmaste större samhälle är Třebíč, 0,83 km nordost om U Kostelíčka. Trakten runt U Kostelíčka består till största delen av jordbruksmark.